# روماریو پریرا سیپائو
روماریو پریرا سیپائو (به پرتغالی: Romário Pereira Sipião) هافبک اهل برزیل است که در شهر برزیل و در تاریخ ۱۰ اوت ۱۹۸۵ به دنیا آمده‌است.
روماریو پریرا سیپائو در تیم‌های فوتبال Imperatriz سابقهٔ حضور دارد.